# الهندوسية في إيران
عُثِر في إيران على معبد هندوسي في بندر عباس وواحد آخر في زاهدان، بناه التجار الهنود في أواخر القرن التاسع عشر.
سافر أبهاي شارانارافيندا بهاكتيفيدانتا سوامي برابهوبادا إلى طهران في عام 1976. منذ عام 1977، تُدِير حركة هاري كريشنا مطعماً نباتياً في طهران.